# TK Maxx

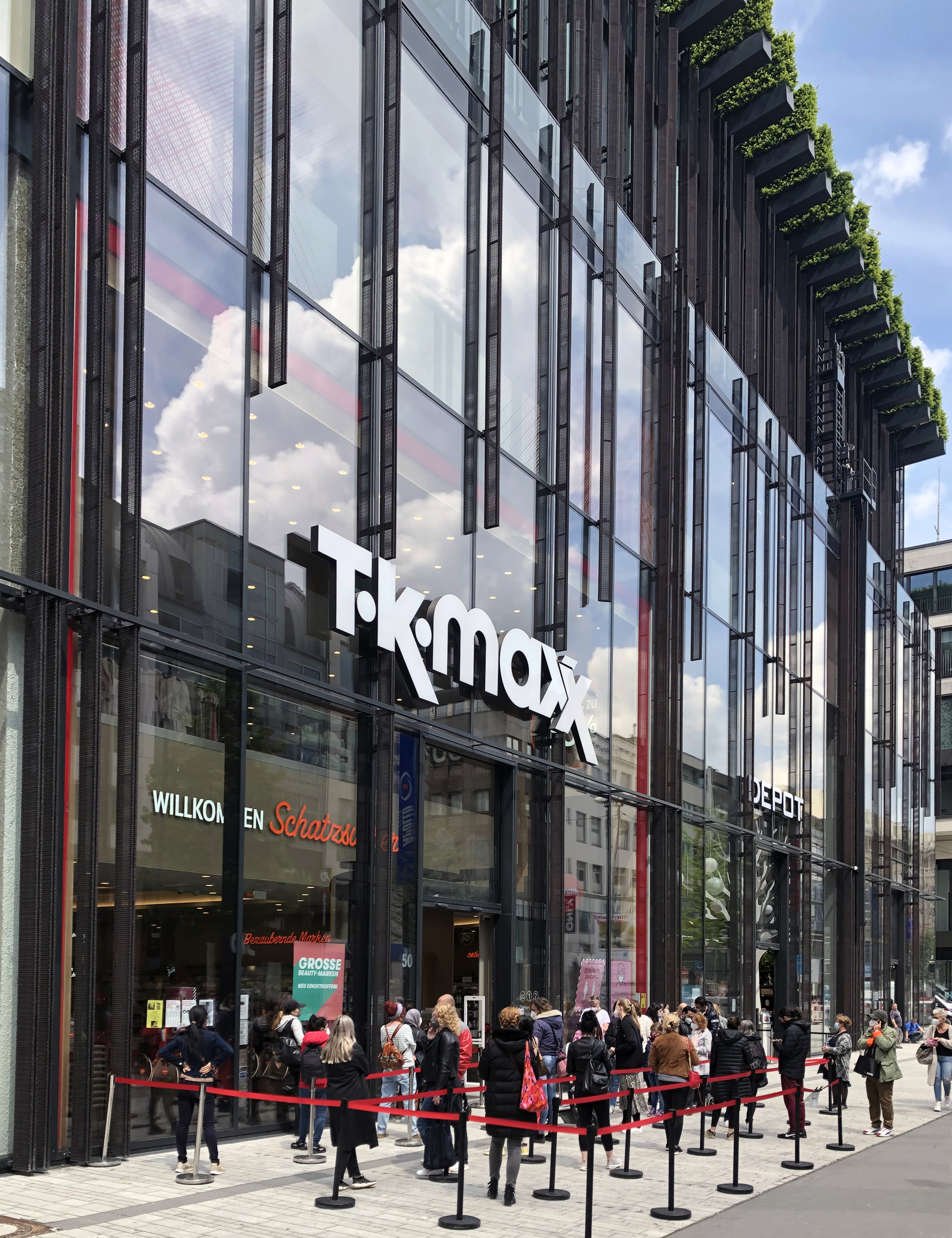
TK Maxx in Düsseldorf (2021)

TK Maxx is de Europese vestiging van de Amerikaanse warenhuisketen TJ Maxx, die op zijn beurt tot het TJX Companies concern behoort. TK Maxx heeft vestigingen in Groot-Brittannië, Ierland, Duitsland, Polen, Oostenrijk en Nederland.

## Productaanbod
De focus van deze outletwinkels ligt op kledingstukken, aangevuld met schoenen, speelgoed, cosmetica, accessoires, meubels en keukengerei.

## Geschiedenis
In 1976 werd TJ Maxx opgericht in Framingham (Massachusetts).
In 1994 opende de eerste Europese vestiging in Bristol (Engeland). Het bedrijf veranderde de naam in Europa in TK Maxx om verwarring met de gevestigde Britse winkelketen TJ Hughes te voorkomen.
In oktober 2007 werd de eerste vestiging in Duitsland geopend in Lübeck en in 2009 in Polen. In maart 2015 werd in Graz de eerste Oostenrijkse vestiging geopend. In maart 2016 werd de grootste vestiging van Europa geopend in het centrum van München. In mei 2023 opende TK Maxx een webshop in Duitsland.
In 2016 waren er meer dan 400 vestigingen in Europa, waarvan 93 in Duitsland. Het Amerikaanse moederbedrijf TJX Companies heeft meer dan 3300 vestigingen in 8 landen.

## Nederland
De Nederlandse vestigingen zijn in Almere, Amsterdam, Apeldoorn, Arnhem, Den Bosch, Den Haag, Eindhoven, Enschede, Groningen, Heerlen, Nijmegen, Rotterdam Centrum, Rotterdam Zuid, Utrecht Centrum en Zoetermeer. In mei 2022 werd een van de grootste vestigingen van Europa geopend aan het Damrak in Amsterdam Centrum.